# NGC 5407
NGC 5407 este o galaxie eliptică situată în constelația Câinii de Vânătoare. A fost descoperită în 16 mai 1787 de către William Herschel. Se află la o distanță de 80,8 de megaparseci de Pământ.